# NGC 407
NGC 407 je galaksija u zviježđu Ribe.

## Vanjske poveznice
- SEDS: NGC 407